# Folegandros
Folegandros (altă denumire Pholegandros; în greacă Φολέγανδρος) este o mică insulă grecească din Marea Egee care, împreună cu Sikinos⁠(d), Ios, Anafi⁠(d) și Santorini, formează partea de sud a Cicladelor. Suprafața sa este de 32.216 km² și are o populație de 765 de locuitori. Are trei sate mici, Chora, Karavostasis și Ano Meria, care sunt conectate printr-un drum asfaltat. Folegandros face parte din unitatea regională Thira.

## Mitologie
Conform mitologiei grecești, s-a afirmat că numele său ar fi derivat de la un fiu al regelui Minos, Pholegander.

## Istorie
Se știu puține despre istoria antică a insulei Folegandros. Locuitorii săi au fost dorieni. Mai târziu, a ajuns sub stăpânire ateniană. Pe insulă s-a dezvoltat un polis (un oraș-stat) numit Pholegandros, care se afla unde se găsește satul modern Chora și era membru al Ligii de la Delios, după cum apare în listele ateniene de tribut între 425/424 și 416/415 î.Hr. Insula a fost numită Pholegandros de fier de către poetul/astronomul Aratos din cauza robusteții sale și a fost, de asemenea, remarcată de vechii geografi Strabon și Ptolemeu, care au denumit-o Pholegandros (în limba greacă veche Φολέκανδρος).
Insula a fost cucerită în 1207 de venețianul Marco I Sanudo⁠(d) și a rămas sub stăpânirea Veneției până în 1566, când a fost ocupată de turcii otomani. Grecii au revendicat-o în secolul al XIX-lea, în timpul Războiului de Independență al Greciei. Insula a fost vizitată de exploratorii britanici James Theodore Bent⁠(d) și Mabel Bent⁠(d) la începutul anului 1884. În secolul al XX-lea a fost folosită ca loc de exil pentru deținuții politici, în special în timpul regimului din 4 august.

## Geografie
Peisajul insulei Folegandros este variat și include stânci înalte și o peșteră mare. „Capitala” insulei, Chora, este construită pe marginea unei stânci înalte de 200 de metri. Portul insulei Folegandros este micul sat Karavostasis. Satul Ano Meria conține un mic, dar interesant Muzeu Ecologic și Folcloric. Printre plajele notabile de pe Folegandros se numără Katergo, accesibilă doar pe jos sau cu barca din Karavostasis. Plaja Katergo este folosită de nudiști.

## Galerie

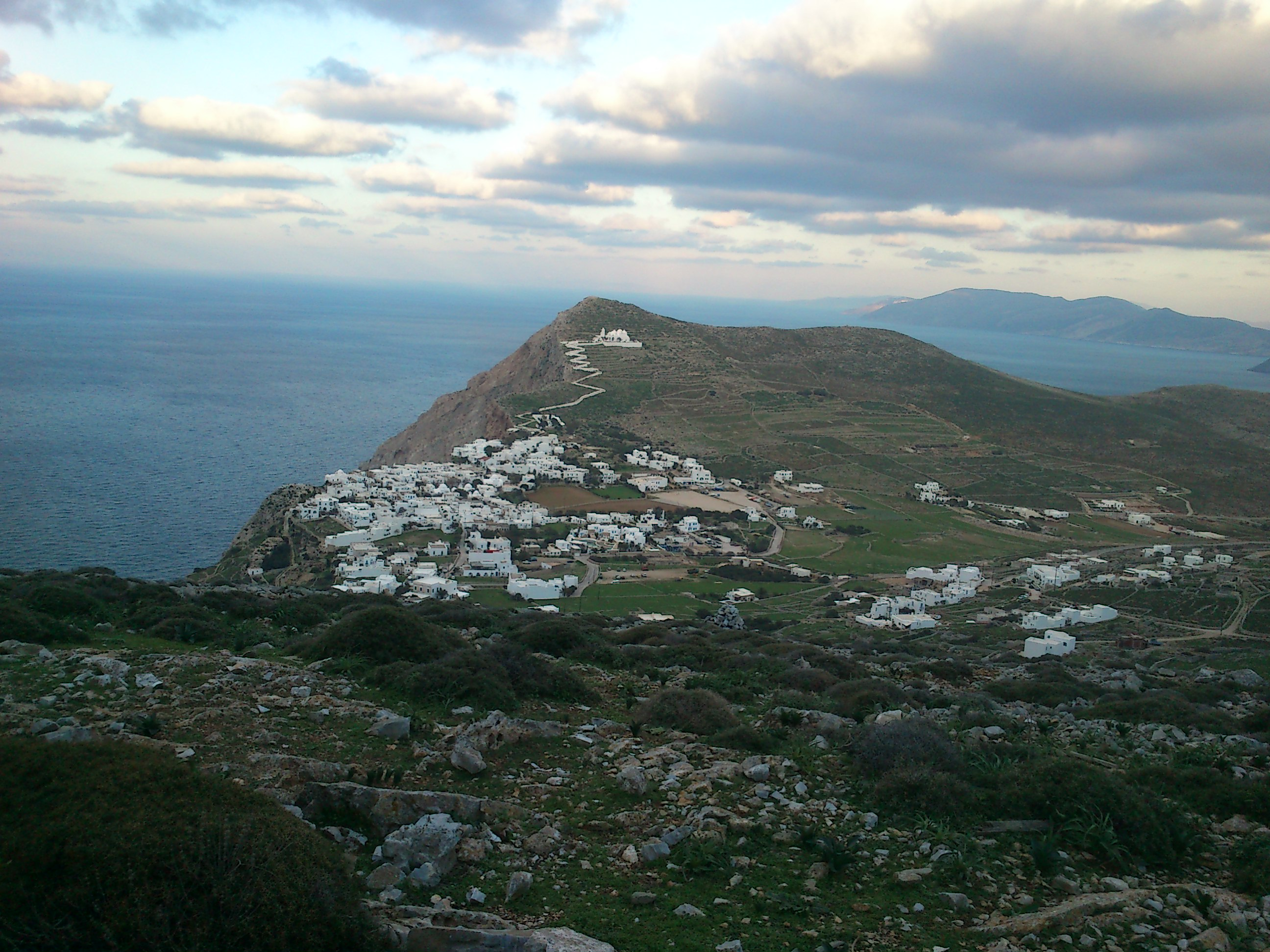
Vedere spre Chora
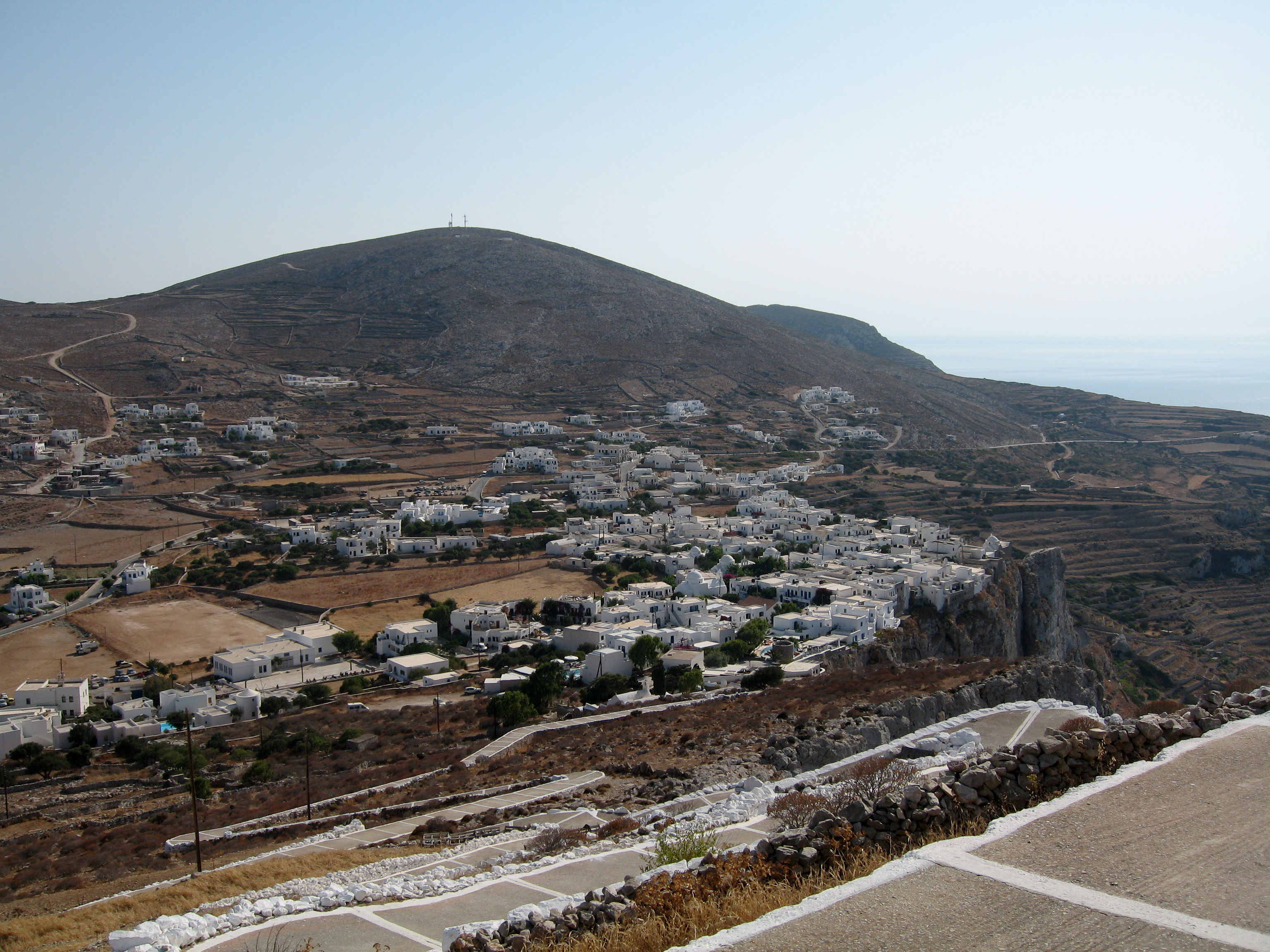
Chora văzută din biserica Panagia
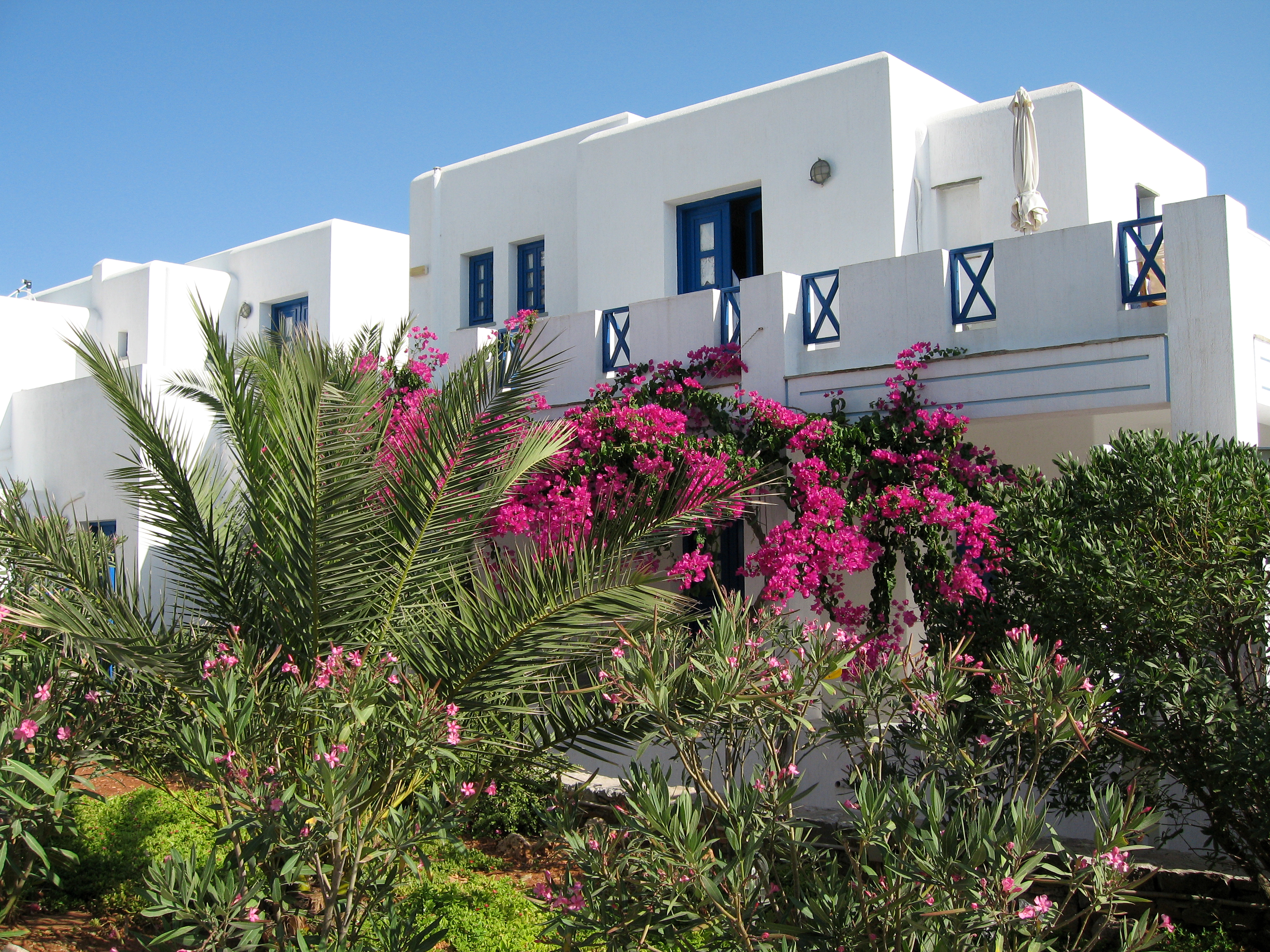
Casă de pe insulă
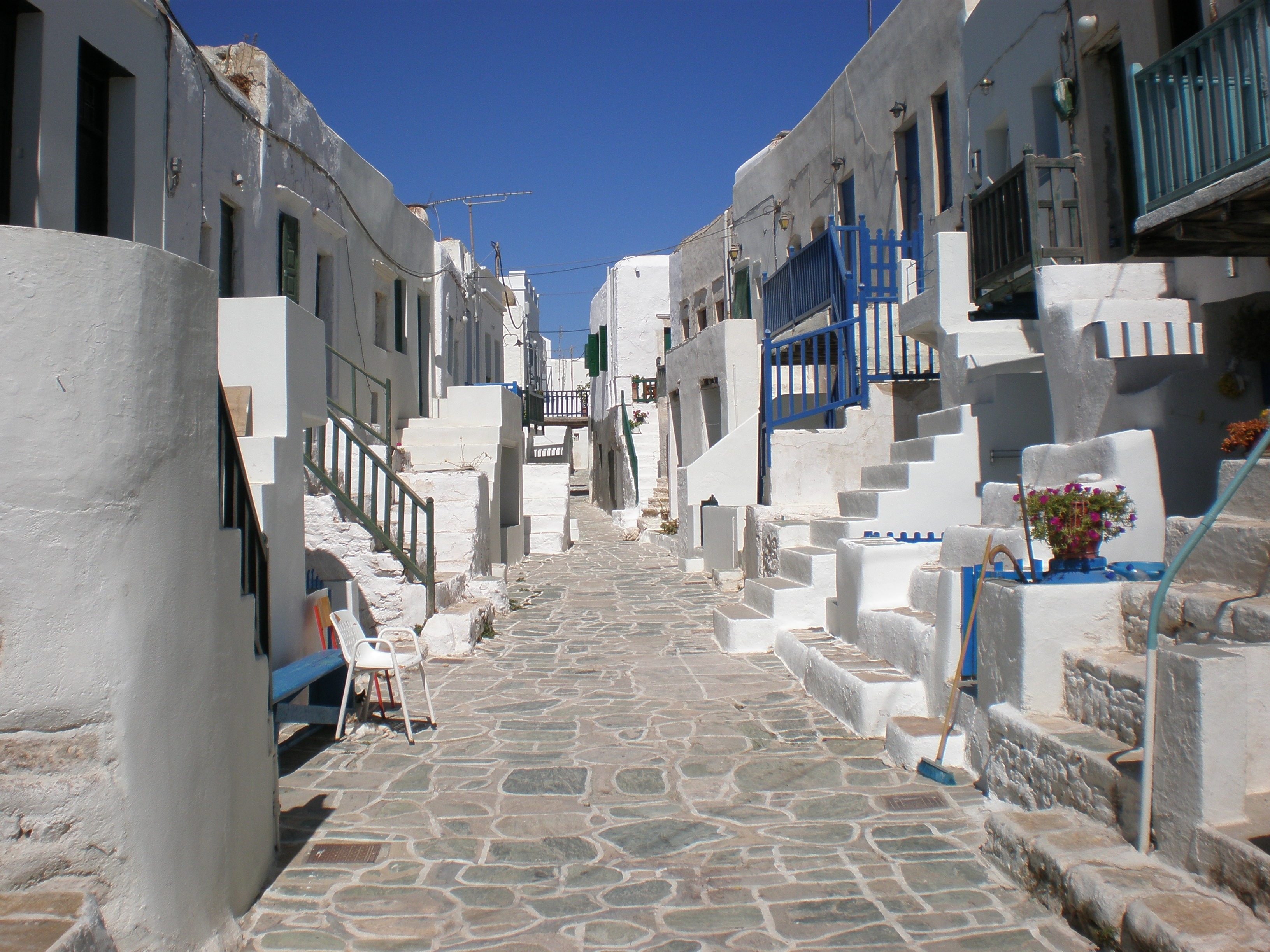
În interiorul lui „Kastro” din Chora
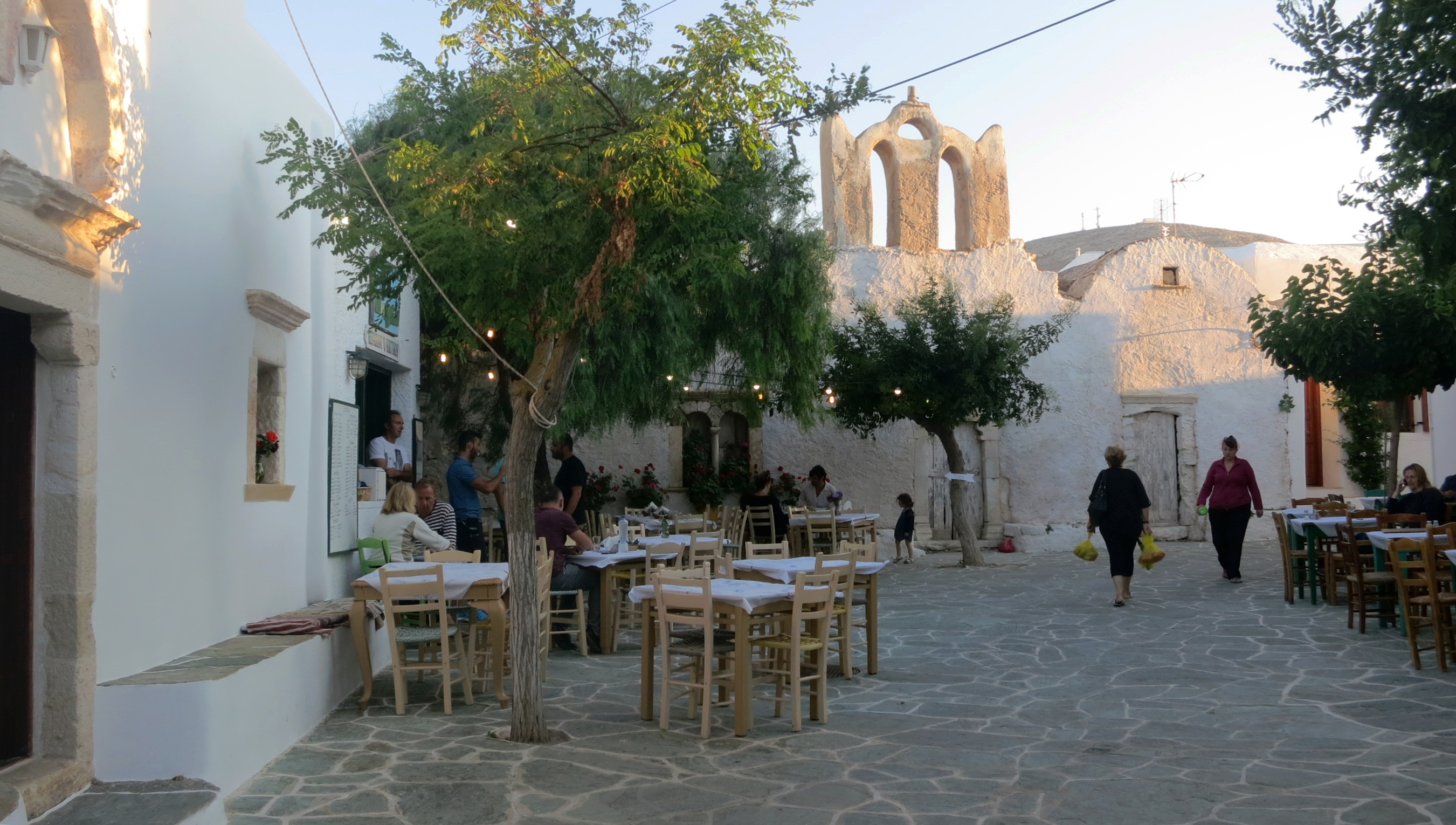
Satul Chora
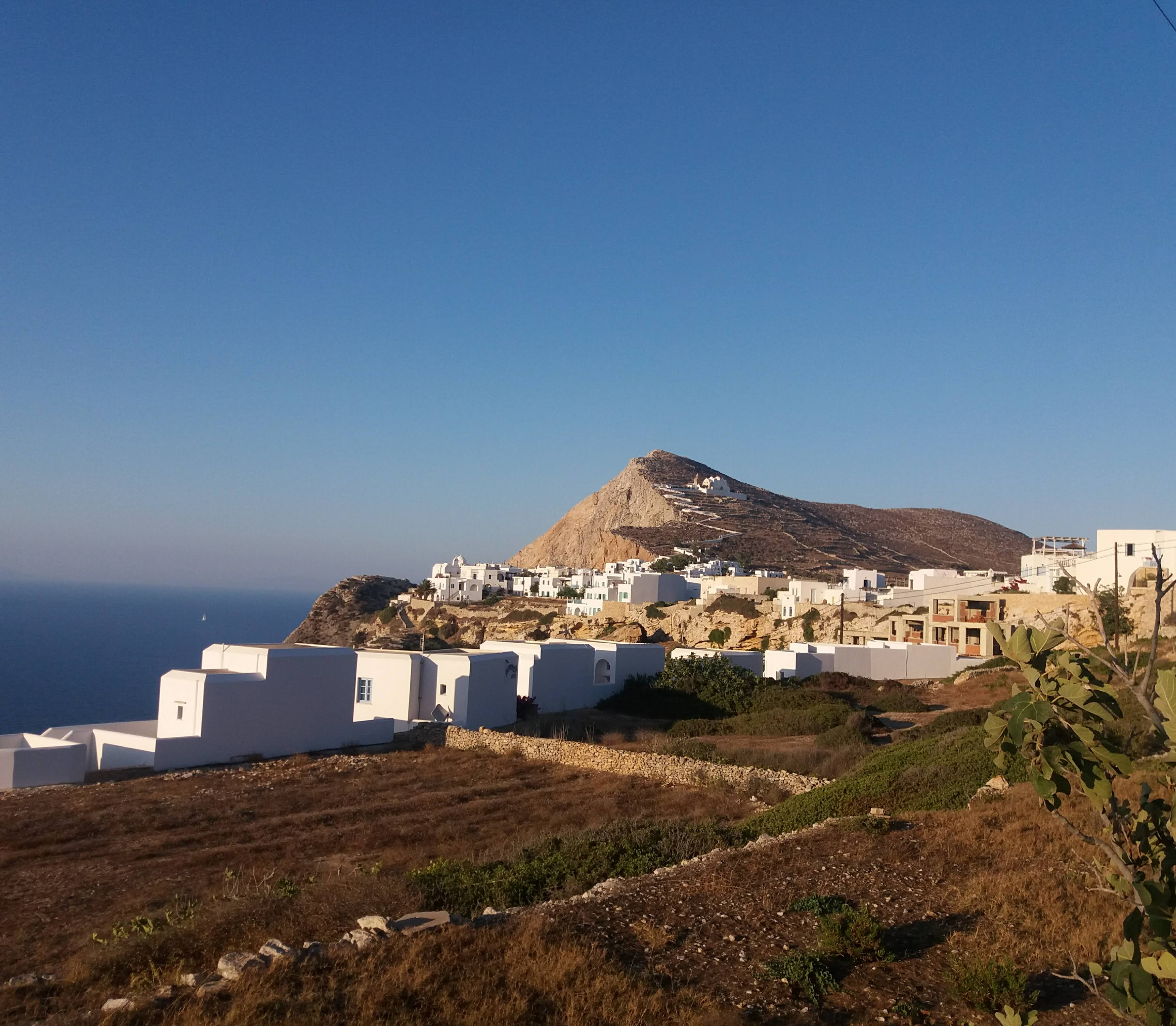
Chora și biserica Panagia la nord
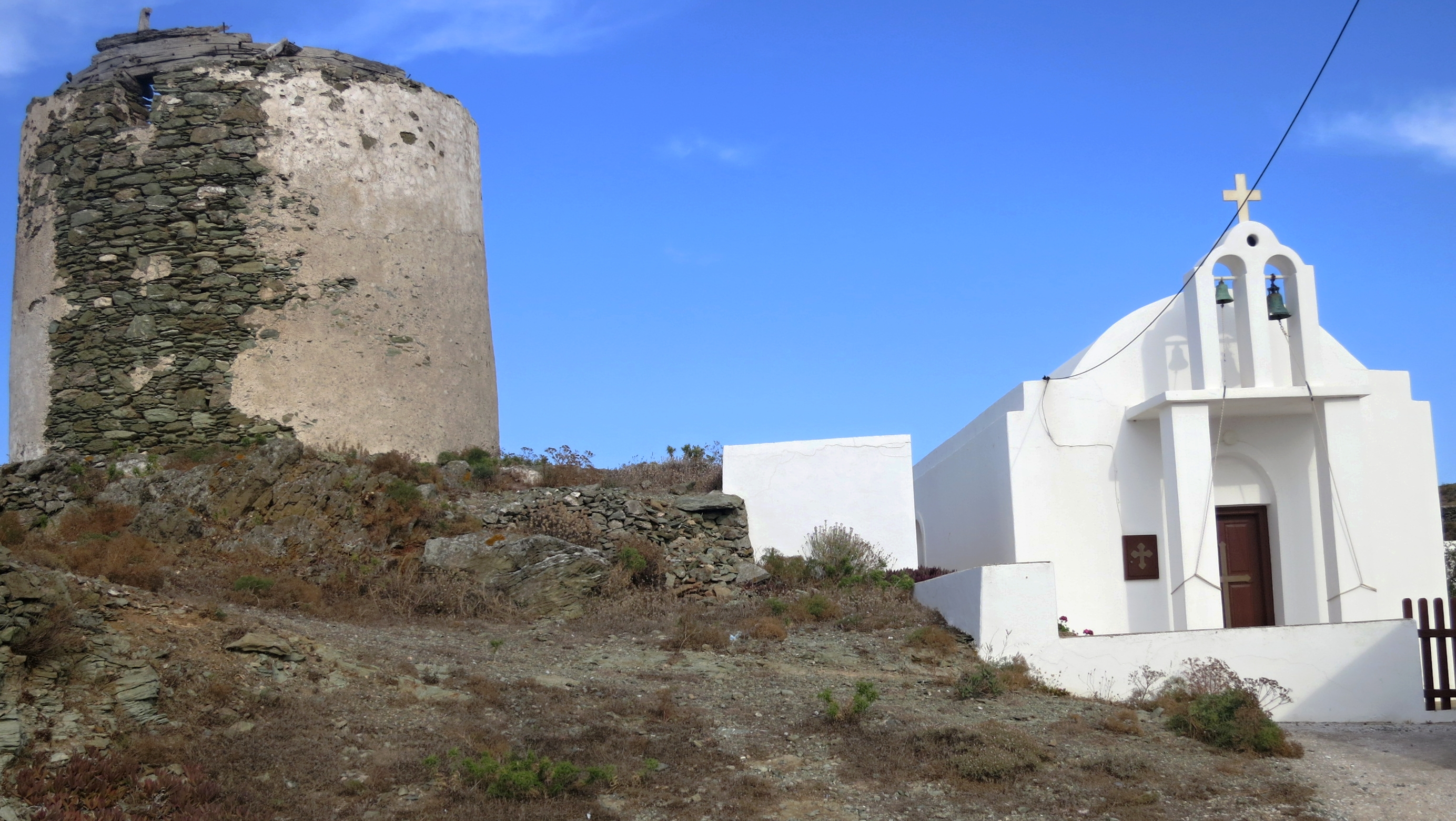
Satul Ano Meria